# ZDF-Hitparade
ZDF-Hitparade, tysk musikshow i ZDF med Dieter Thomas Heck.
ZDF-Hitparade hade sin storhetstid under 1970-talet då det var det stora musikprogrammet i Västtyskland. Programmet sändes 1969-2000.
ZDF-Hitparade var koncentrerad till den tyska schlagermusiken under de första åren. Programmet kom att ge den tyska schlagern förnyad popularitet under 70-talet. I slutet av 1970-talet kom nya genrer in i programmet som discon och Neue Deutsche Welle.